# Historia de Portugal (1777-1834)
Los años que van desde el inicio del reino de María I en 1777 hasta el final de las Guerras Liberales en 1834 conforman un complejo período histórico, en el cual tuvieron lugar importantes sucesos políticos y militares que llevaron a la caída del régimen absolutista y a la creación de una Monarquía constitucional en el país. 
En 1807 Napoleón ordenó la invasión de Portugal, obligando a la Familia Real portuguesa a huir a Brasil. Esta sería una de las causas de la declaración de Independencia del Brasil, bajo el mando de Pedro I en 1822, seguida por una revolución liberal en Portugal. 
El periodo liberal fue tormentoso y corto, terminando cuando Miguel I (hermano de Pedro I) llevó a cabo una revolución absolutista, con el fin de restaurar el poder de la monarquía. Pedro I volvería a Portugal luchando y venciendo a su hermano en las Guerras Liberales, con las cuales se instaló definitivamente el liberalismo en Portugal y la monarquía constitucional. 

## María I y el príncipe Juan

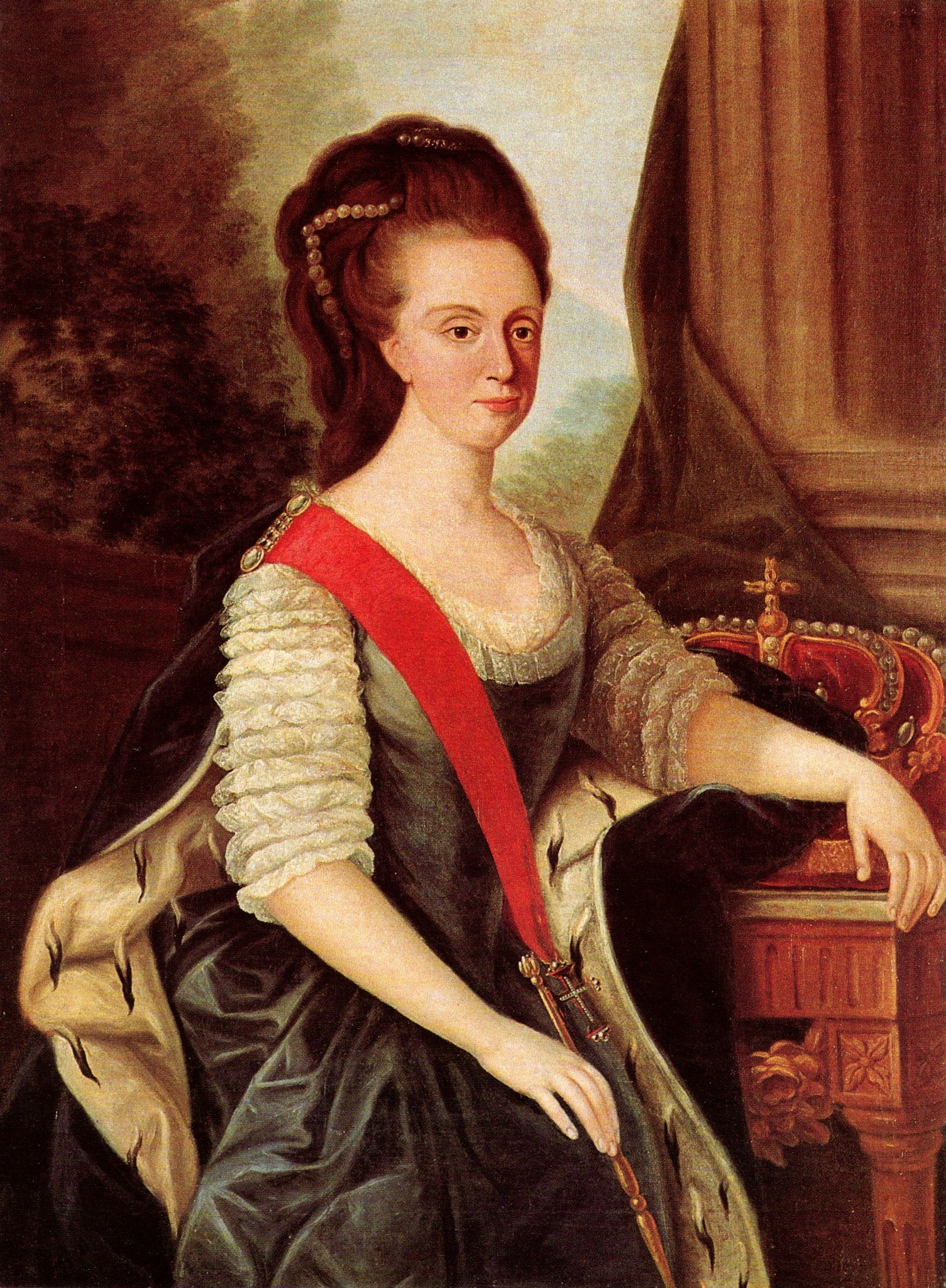
María I de Portugal

Cuando María Francisca, la hija mayor del rey José I, sucedió a su padre como vigésimo séptima monarca portuguesa, se convirtió en la primera Reina reinante de un país que tenía 650 años de existencia y se encontraba en plena decadencia económica y social. La mano derecha de su padre, Sebastião José de Carvalho e Melo, el Marqués de Pombal, llevaba gobernando el país con mano dura desde hacía 27 años. María I y el marqués se detestaban, siendo la reina uno de sus principales detractores antes de acceder al trono. Cuando fue coronada, lo destituyó inmediatamente y lo envió al exilio en su Quinta de Pombal. La reina también prohibió que el marqués se acercara a 20 millas de su presencia, y si ella viajaba cerca de su marquesado, el marqués debía salir de su casa para cumplir con el decreto. Todo este proceso político se ha conocido como la Viradeira, y marcó el fin del Antiguo Régimen.
Se dice que la reina María padecía de melancolía y era una católica ferviente. Debido a esto, era incapaz de llevar a cabo las labores propias de su puesto tras 1799, y de esta forma, su hijo El príncipe Juan de Braganza pasó a ser príncipe regente. 
Su regencia fue un periodo complejo, en el que Portugal se vio envuelto en varias batallas, invasiones y las campañas que caracterizaban a las Guerras Napoleónicas, especialmente la Guerra Peninsular. Portugal se vio envuelto en la guerra cuando rechazó llevar a cabo el Bloqueo Continental a Inglaterra. La decisión implicó que, en 1807, se produjera la primera invasión por las tropas francesas. Cuando llegaron las noticias de la invasión, la Familia Real y varias figuras prominentes del país huyeron al recientemente creado Virreinato de Brasil, una colonia portuguesa de facto, estableciendo la capital del Imperio portugués en Río de Janeiro. La reina María moriría en 1816, y fue sucedida por el príncipe regente que reinaría bajo el nombre de Juan VI de Portugal.

## Guerra de las Naranjas

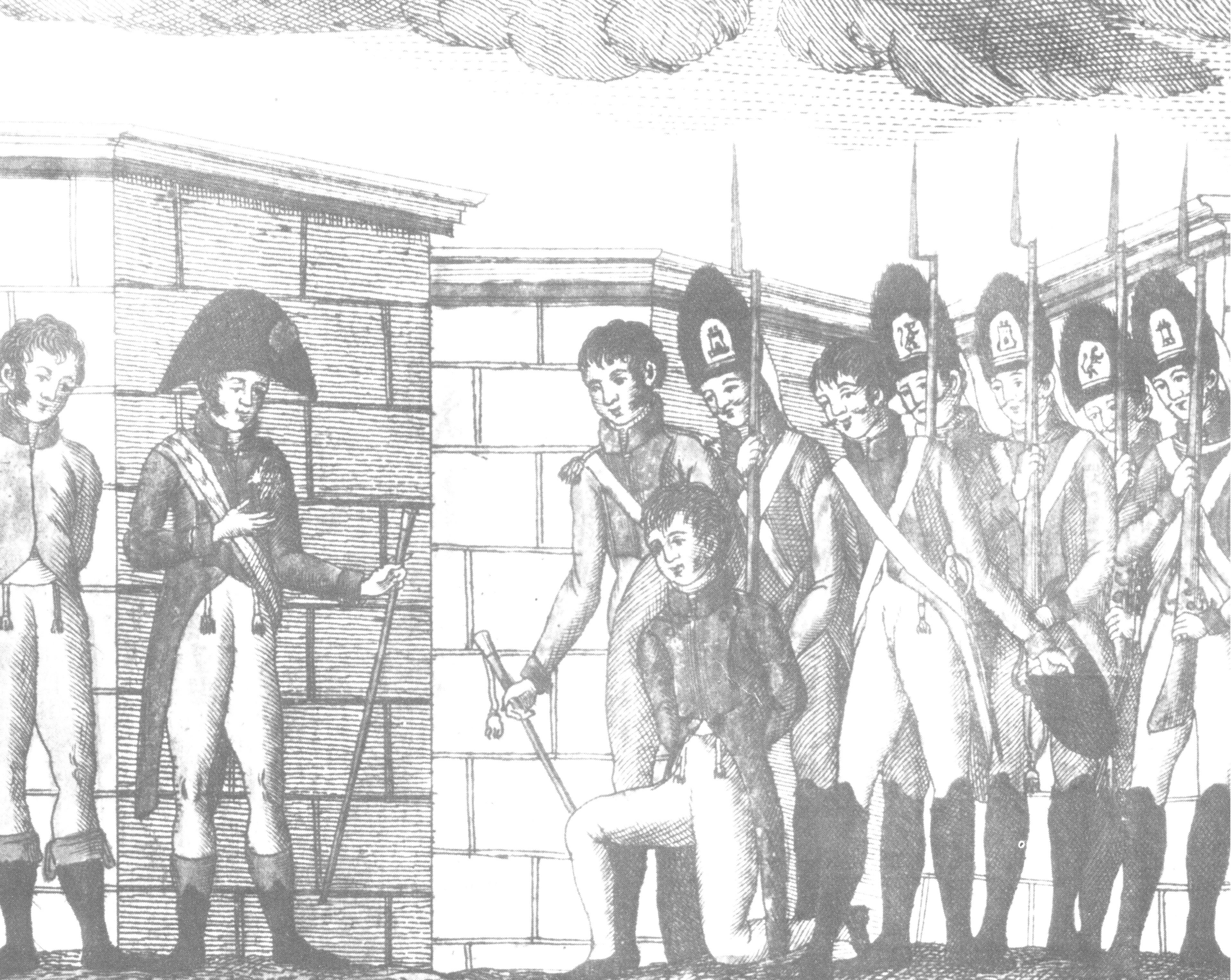
Manuel de Godoy

La Guerra de las Naranjas enfrentó a Portugal y a su vecina España durante 1801, siendo el precedente de la Guerra Peninsular. De esta guerra lo más destacado fue que Olivenza pasó a integrarse en el territorio español. 
A principios del siglo XIX, Portugal intentó lograr un equilibrio entre la fuerza de Gran Bretaña (su aliado más antiguo) y Francia, optando por una política de neutralidad mientras continuaba comerciando con ambos países. Sin embargo, Francia estaba ansiosa por romper con la Alianza Luso-Británica, para cerrar los puertos portugueses a los comerciantes ingleses. Consecuentemente, los franceses firmaron varios tratados internacionales (Madrid (1801), Fontainebleau (1807)) en los que se aceptaba una invasión de Portugal con España (que recobraría el territorio perdido en 1640 cuando terminó la unión dinástica aeque principaliter con los demás reinos españoles. En enero de 1801 se envió un ultimátum a Lisboa con los siguientes puntos:
- Portugal debía abandonar su alianza con Inglaterra;
- Debía abrir sus puertos a Francia y España;
- Entregar un cuarto del territorio portugués a España como garantía de la devolución de las islas españolas en manos de los británicos: Trinidad, Menorca y Malta.
- Pagar una indemnización a Francia y España;
- Revisar las fronteras con España.

Si Portugal no cumplía con los cinco puntos sería invadido por España, ayudada por quince mil soldados franceses. Portugal rechazó el ultimátum y se declaró la guerra. El ejército portugués, que se componía de sólo 2.000 caballeros y 16.000 fuerzas de infantería, estaba comandado por João Carlos de Bragança e Ligne, el segundo Duque de Lafões. El ejército español estaba comandado por el primer ministro y Comandante en Jefe de las tropas de invasión Manuel de Godoy, irónicamente llamado el  "Príncipe de la Paz" y un ejército de 30.000 hombres. Las tropas francesas, bajo el mando del General Leclerc (el cuñado de Napoleón), no llegó a España durante la guerra, ya que se trató de una campaña muy breve.    
El 20 de mayo, el ejército español entró en el Alentejo en el sur de Portugal, ocupando Olivenza, Jurumeña, Arronches, Portalegre, Castelo de Vide, Barbacena y Ouguela sin resistencia. Campomayor resistió durante 18 días antes de caer en las manos españolas. Elvas resistió un asedio hasta el final de la guerra. 
El nombre de la guerra tiene su origen en un episodio que tuvo lugar durante el asedio de Elvas, cuando Godoy mandó dos naranjas a María Luisa de Parma, la mujer de Carlos IV con el mensaje: "Echo todo de menos, y sin nada me iré a Lisboa".
El 6 de junio un ejército vencido y desmoralizado portugués fue forzado a firmar el Tratado de Badajoz. Los puertos portugueses fueron cerrados a los barcos ingleses y Portugal recuperó todas las ciudades que había perdido, salvo Olivenza y el territorio al este del Guadiana. Además, se levantó la prohibición del contrabando en las zonas fronterizas. Portugal también fue forzado a pagar una indemnización a España por los gastos ocasionados con motivo de la guerra.
El tratado fue ratificado por el príncipe regente Juan el 14 del mismo mes, y por el rey de España el 21. Sin embargo, El tratado fue rechazado por Napoleón, que quería imponer condiciones más severas a Portugal, por lo que se decidió a invadir el país.

## Invasión Napoleónica
El 27 de octubre de 1807, Francia y España firmaron el tratado de Fontainebleau en el cual se decidió la partición de Portugal. El Reino de la Lusitania Septentrional lo formarían los territorios entre el Río Miño y el Duero, que sería gobernado por el soberano del extinto Reino de Etruria (luego María Luisa, hija de Carlos IV de España). El Algarve y el territorio portugués al sur del Tajo sería gobernado por Manuel de Godoy que recibiría el título de rey. El resto de Portugal, entre el Duero y el Tajo, una región estratégica por sus puertos, sería administrado por el gobierno central francés hasta una paz general. 
Para cumplir con el tratado, Napoleón ordenó invadir Portugal iniciando la guerra.

### Primera invasión

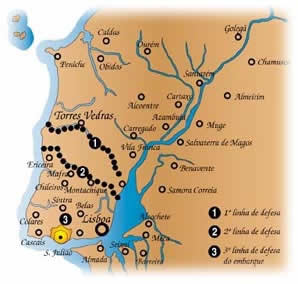
Las líneas de Torres Vedras

Bajo el comando del General Jean-Andoche Junot, las tropas francesas entraron en España el 18 de octubre de 1807, cruzando la península y llegando a la frontera portuguesa el 20 de noviembre. Allí se les unieron tropas españolas que también participaron en la invasión. Sin encontrar ninguna resistencia, llegaron a Abrantes el 24, a Santarém el 28 y finalmente a Lisboa el día 30. El día antes, la familia real había huido en el traslado de la corte portuguesa a Brasil transportados en barcos británicos. Portugal había dejado una Junta de Regencia con órdenes de no oponer resistencia.    
El año siguiente, el comandante inglés Arthur Wellesley (futuro Duque de Wellington) desembarcó en Portugal el 1 de agosto de 1808, avanzando hasta Lisboa. Un ejército luso británico intentó derrotar a los franceses en la Batalla de Roliça y en la Batalla de Vimeiro forzando el Convenio de Sintra. Los franceses fueron autorizados a abandonar el país con los productos de los saqueos hechos en Portugal. La convención benefició a ambas partes, ya que los ejércitos de Junot que no podían comunicarse con Francia fueron autorizados a abandonar el país, y los británicos y portugueses recuperaron el control sobre Lisboa. Con este armisticio Francia ganó algo de tiempo, invadiendo Portugal por segunda vez un año más tarde.

### Segunda invasión

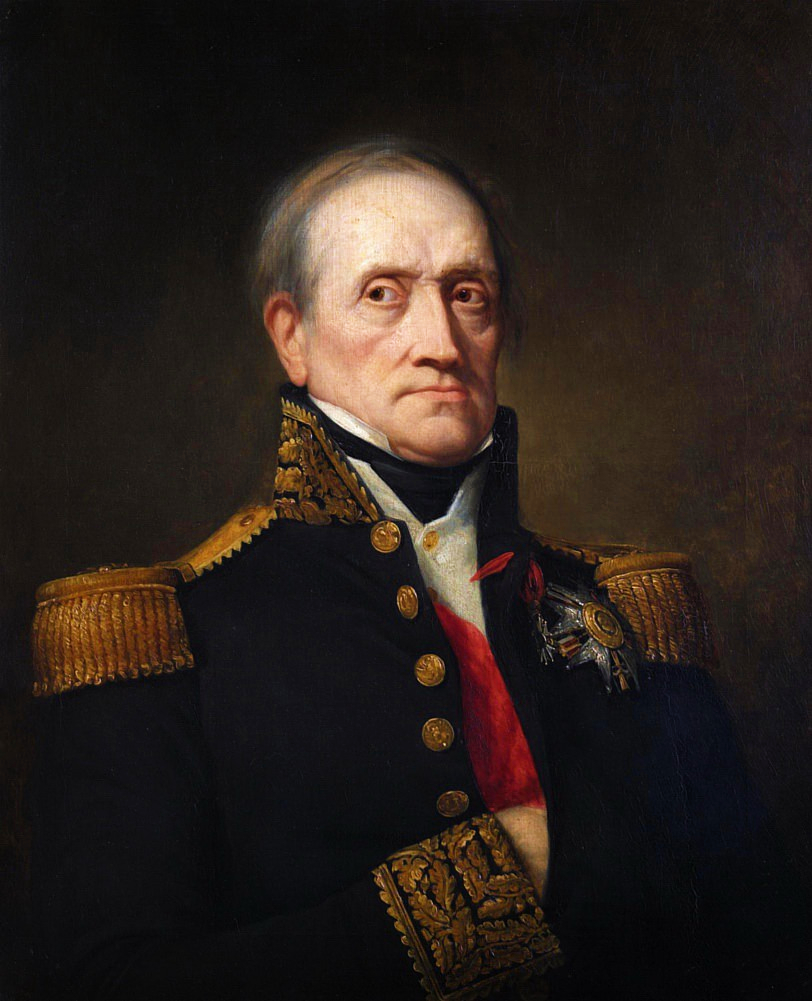
Jean Nicolás de Juan-Soult

La segunda invasión fue dirigida por el mariscal Nicolas Jean de Dieu Soult. Como la primera invasión había fracasado, Napoleón forzó la abdicación de Carlos IV y él y su hijo, el futuro Fernando VII, entregaron el trono a José Bonaparte. Bajo el mandato de John Moore las tropas británicas cruzaron la frontera norte portuguesa pero fueron derrotados en La Coruña por el mariscal Soult, y fueron forzados a volver a Portugal. Los franceses ocuparon inmediatamente el norte del país, llegando a Oporto el 24 de marzo de 1809.
Wellesley volvió a ser el que expulsara a los franceses del norte del país, ayudado por el primer Vizconde de Beresford. Los portugueses y los británicos vencieron a Soult en la Batalla del Duero, reconquistando la ciudad de Oporto el 29 de mayo , forzando a las tropas francesas a retirarse a Galicia.

### Tercera invasión

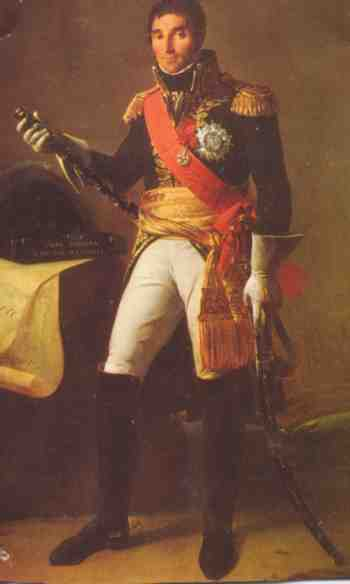
André Masséna

La tercera invasión fue la última campaña militar de la Guerra Peninsular en suelo portugués. En 1810, comandados por el mariscal André Masséna, los ejércitos franceses penetraron en el norte de Portugal conquistando Almeida en agosto. Seguidamente iniciaron la marcha hacia Lisboa. Se enfrentaron a las tropas luso-británicas en la Batalla de Buçaco, perdiéndola pero reagrupándose rápidamente. Enseguida rompió las filas portuguesas y reinició la marcha a la capital. Los ejércitos aliados volvieron a la capital y ocuparon puestos en las denominadas Líneas de Torres Vedras, un brillante sistema de defensas montado por los británicos con la ayuda de la población local. Los franceses llegaron a las líneas el 14 de octubre, pero fueron incapaces de romper las defensas y debido a que se acercaba el invierno tuvieron que regresar a España.

### Final de la Guerra y consecuencias

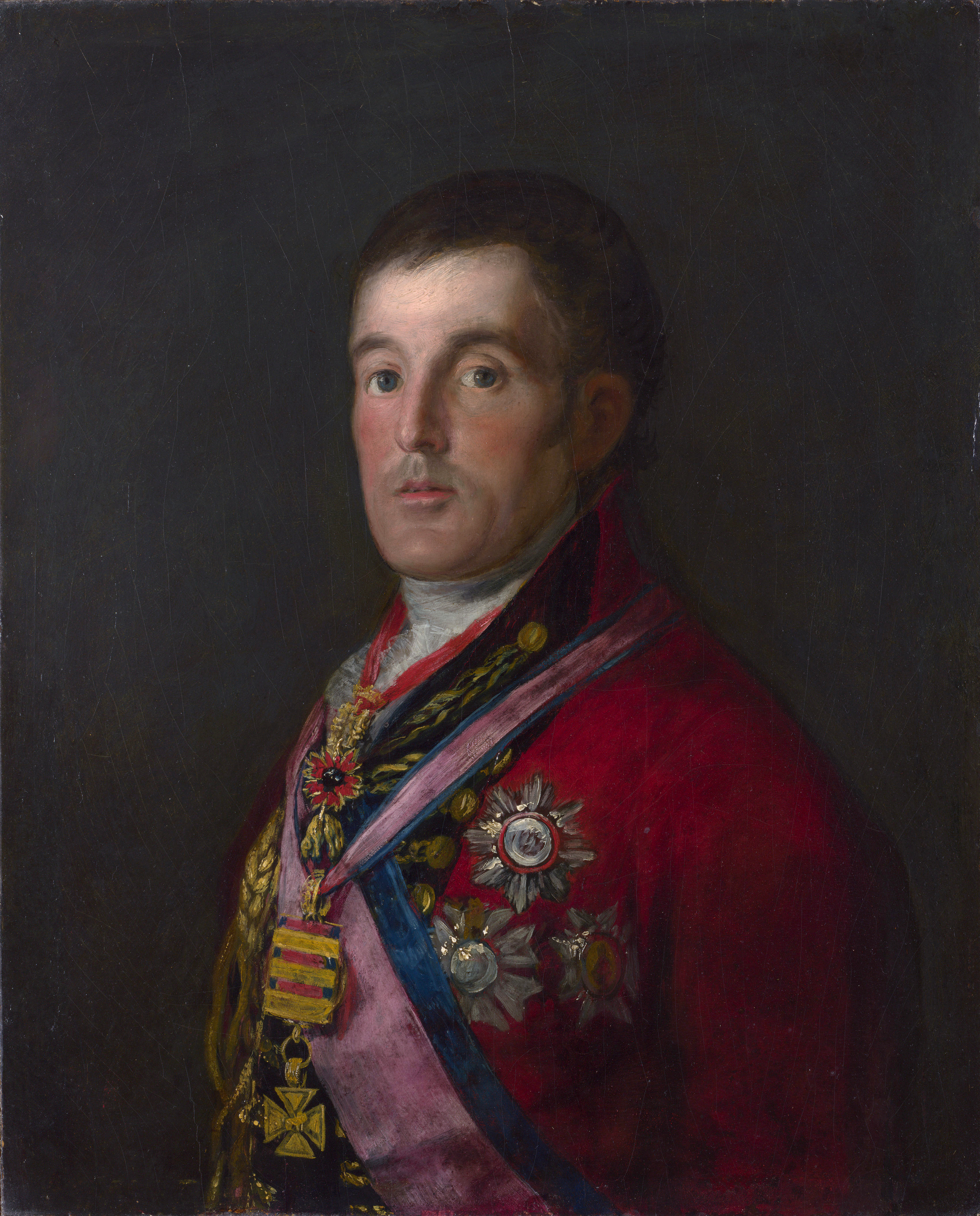
Arthur Wellesley, futuro Duque de Wellington

Una serie de batallas en suelo español siguieron a la batalla de las Líneas de Torres Vedras, hasta una victoria final en la Batalla de Toulouse el 10 de abril de 1814 que puso final a la Guerra Peninsular. Al mismo tiempo, en el Nuevo Mundo, Portugal capturó la Guayana Francesa y en 1816 inicia su invasión a la Banda Oriental, con tropas comandadas por el general Lecor.

La invasión tuvo un importante significado en el seno de la Historia de Portugal, ya que el país se vio muy influido por sus consecuencias. Con la inestabilidad en España y la abdicación del rey, las colonias españolas en Hispanoamérica declararon su independencia, creando un tenso clima en Brasil. El traslado de la capital portuguesa a Río de Janeiro acentuó la crisis económica, institucional y social en la metrópolis, gobernada por los intereses comerciales británicos en ausencia del monarca. En 1821 la Revolución liberal de Oporto forzó el regreso de Juan VI. Su retorno así como la independencia de varias colonias españolas fue una de las causas de la independencia de Brasil que fue llevada a cabo por el hijo del rey, el príncipe Pedro.

## El retorno del rey y la independencia de Brasil
Cuando la guerra peninsular llegó al final, Portugal devolvió la Guayana Francesa el 30 de mayo de 1814, recibiendo una indeminización de 2 millones de francos. Sin embargo, Brasil había obtenido la denominación de reino el 16 de diciembre de 1816, y el país cambió su nombre a Reino Unido de Portugal, Brasil y los Algarves. Con este cambio, la antigua colonia podía comercial libremente con otras naciones europeas, lo cual dañaba los intereses económicos portugueses y beneficiaba a Gran Bretaña principalmente (ya que el país era gobernado por William Beresford en ausencia de la Familia Real, que se encontraba en Río de Janeiro). Por otro lado, el rey Juan VI había mostrado poco interés en regresar a Europa. Esta situación creó grandes protestas creciendo el descontento popular. Todo ello culminó en la revolución liberal de Oporto el 24 de agosto de 1820. 

Bandera del Reino Unido de Portugal, Brasil y los Algaves (1816-1826)

Dos años antes, Manuel Fernandes Tomás, José Ferreira Borges, José da Silva Carvalho y João Ferreira Viana, habían fundado el Sinédrio, una organización liberal clandestina, que sería la organizadora de la revolución. Influenciados por la Revolución liberal en España, el 1 de enero de 1820 se inició la revolución en Oporto, que rápidamente se expandió sin resistencia por otras ciudades, llegando a Lisboa. Los revolucionarios solicitaban el retorno de la corte real a Portugal, "restaurar la dignidad metropolitana" y demandaban una Monarquía constitucional. Finalmente, los revolucionarios querían restaurar la exclusividad del comercio con Brasil, devolviendo a Brasil su estatus de colonia.
William Beresford fue remplazado por una Junta Provisional y las "Cortes Generales Extraordinarias y Constituyentes de la Nación Portuguesa" fueron convocadas el 1 de enero de 1821 para redactar una Constitución. La censura de prensa y libros y la Inquisición fueron suprimidas y se ordenó amnistía para los que habían estado envueltos en movimientos antiliberales. El 26 de abril de 1821, Juan VI marchó a Lisboa, llegando el 3 de julio del mismo año, mientras que su hijo El Príncipe Pedro se quedó en Brasil como virrey, con un acuerdo informal, conocido como el Acuerdo de Braganza, por el cual subiría al trono en caso de que Brasil se independizara.
Pedro comenzó a gobernar justamente comenzando por reducir su propio salario, centralizando las oficinas gubernamentales y vendiendo la mayoría de los caballos y mulas reales. Eliminó el impuesto real sobre la sal para terminar con el contrabando de carne seca. Prohibió que las propiedades privadas fueran medidas de forma arbitraria; los jueces deberían prestar fianza antes de arrestar a hombres libres; prohibió los juicios secretos, la tortura y otras indignidades. También envió diputados electos a las Cortes de Portugal. Sin embargo, los esclavos continuaron siendo vendidos y comprados, así como disciplinados con fuerza, pero el rey recordó que la sangre de los esclavos era del mismo color que la suya propia.  
En septiembre de 1821, la Asamblea Portuguesa, con sólo una porción de los diputados brasileños, votó la abolición del Reino de Brasil y las agencias reales en Río de Janeiro, subordinando todas las provincias de Brasil a Lisboa. Para hacer cumplir lo decretado en Cortes, se enviaron tropas al Brasil y las unidades brasileñas fueron puestas bajo las órdenes de comandantes portugueses. El 29 de septiembre las Cortes ordenaron al Príncipe Pedro volver a Europa para que pudiera iniciar un viaje de estudios por España, Francia e Inglaterra, mientras que, por otro lado, en Brasil, la Junta Gubernamental de São Paulo y el senado de la Cámara de Río de Janeiro imploraban que se quedase. En enero de 1822 las tensiones entre las tropas portuguesas y las luso-brasileñas (brasileños de ascendencia portuguesa) fueron cada vez más violentas al decidir Pedro no regresar. Su decisión se debía a la petición de las ciudades brasileñas, argumentando que su marcha podría provocar movimientos secesionistas. 
Pedro formó un nuevo gobierno encabezado por José Bonifácio de Andrade e Silva de São Paulo. Este antiguo oficial real y profesor de ciencias en la Universidad de Coímbra fue crucial para la subsiguiente dirección de los eventos y es considerado una de las principales figuras del nacionalismo brasileño. De hecho, se le considera el "Patriarca de la Independencia".
La atmósfera era tan tensa que el Príncipe se tuvo que asegurar derecho de asilo en un buque del Reino Unido en caso de que perdiera la confrontación. Incluso envió a su familia fuera de la ciudad para estar más seguro. Después de que Pedro desdiera no hacer caso a las Cortes portuguesas, las tropas metropolitanas se sublevaron concentrándose en Cerro Castello, que sería rodeado por miles de brasileños armados. Pedro "destituyó" al comandante general de los portugueses y le ordenó enviar a sus tropas a través de la bahía hasta Niterói, donde esperarían para embarcar hacia Portugal. En los días siguientes, el comandante portugués retrasó el embarque, esperando que llegaran los refuerzos esperados. Sin embargo, los refuerzos que llegaron a Río el 5 de marzo de 1822 no recibieron autorización para desembarcar, y se les entregaron alimentos para el viaje de regreso a la metrópoli.    
En Recife, capital de la provincia de Pernambuco corrió la sangre, cuando la guarnición portuguesa fue forzada a salir en noviembre de 1821. A mediados de febrero del año siguiente, los brasileños de Salvador de Bahía se rebelaron contra las fuerzas portuguesas, pero fueron obligados a refugiarse en el interior del país, donde comenzó una guerra de guerrillas. 

Bandera del Brasil Independiente bajo Pedro I.

Para asegurar Minas Gerais y São Paulo, donde no había tropas portuguesas pero había dudas sobre la independencia, Pedro I llevó a cabo una campaña de populismo real. Algunas ciudades de Minas Gerais habían expresado su lealtad cuando Pedro I decidió quedarse, lo cual hizo que Pedro I se diera cuenta de que Minas Gerais le era fiel y que sería incapaz de ampliar su autoridad a otras provincias. Con solo un par de compañeros y sin pompa ni ceremonia, Pedro se acercó a caballo a Minas Gerais en marzo de 1822, recibiendo la bienvenida entusiasta de parte de la población local.  
De vuelta a Río de Janeiro el 13 de mayo, Pedro fue proclamado el "Defensor Perpetuo de Brasil" por la Asamblea Legislativa de São Paulo, que pronto pasó a denominarse Asamblea Constituyente. Para profundizar su base de adeptos, se unió a los liberales, los cuales, liderados por José Bonifácio Andrade e Silva, presionaban para tener un gobierno parlamentario y la independencia. A principios de agosto, llamó a los diputados enviados a Lisboa para que regresaran a Brasil, decretando que las fuerzas portuguesas en Brasil fueran tratadas como enemigos y difundió un manifiesto proclamando que consideraba a ambos países como "naciones amigas". El manifiesto era, de hecho, una declaración de independencia.     
Intentando repetir su triunfo en Minas Geraisl, Pedro acudió a São Paulo en agosto para asegurarse su lealtad. Volviendo de una excursión a Santos, Pedro recibió mensajes de su mujer y de Andrade e Silva en las que le comunicaban que las Cortes de Portugal habían declarado su gobierno como traidor y estaban enviando más tropas. Pedro tuvo que elegir entre volver a Portugal o romper los últimos lazos. En una famosa escena frente al Río Ipiranga, el 7 de septiembre de 1822, arrancó su insignia blanca y azul de Portugal de su traje, empuñó su espada y dijo: "Por mi sangre, por mi honor y por Dios: Haré a Brasil Libre" Su lema, sería: "
¡Independencia o Muerte!"

## LaVilafrancaday laAbrilada
Juan VI no fue el trono hasta que cumplió 21 años, cuando su hermano José falleció de viruela a la edad de 27 años. Hasta entonces, vivía para la caza y tenía poco interés por los asuntos públicos. Sin embargo, cuatro años más tarde se convirtió en Príncipe Regente, debido a la enfermedad mental de la Reina María I y en 1816 se convirtió en Rey, tras morir su madre durante su estancia en Río de Janeiro. En 1821 Juan VI se vio obligado a volver a Portugal, donde conocería la revuelta de su hijo en Brasil.    

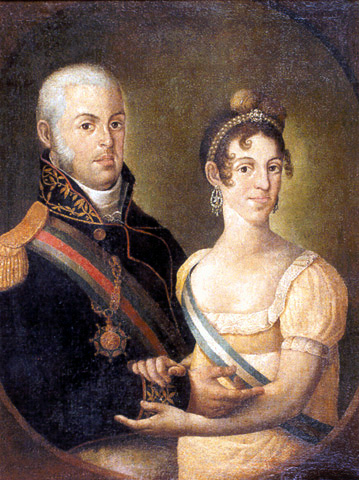
Juan VI y la reina Carlota Joaquina

 La reina Carlota Joaquina de Borbón, hermana del rey de España Fernando VII, era considerada muy conservadora, ambiciosa y violenta. Mientras estuvo en Brasil, intentó hacerse con la administración de los dominios españoles en América Latina y se vio envuelta en oscuras conspiraciones sobre la Independencia de Brasil. Cuando regresó a Portugal tras la Revolución liberal de Oporto, el país había proclamado su primera constitución, por la que se establecía una monarquía constitucional. La reina se opuso y, junto con su hijo Miguel, que compartía su punto de vista, organizó una insurgencia contra la constitución liberal. En Vila Franca de Xira se organizó un ejército bajo las órdenes de Miguel, y de ahí viene el nombre de Vilafrancada, proclamándose de nuevo el Absolutismo. Uno de los objetivos de la reina y del Infante era la abdicación de Juan VI, que era leal a la constitución. El rey terminó por aceptar el absolutismo cuando un movimiento de oficiales del ejército y ciudadanos rodearon el Palacio de Bemposta, urgiendo al rey a abandonar sus ideas liberales.     

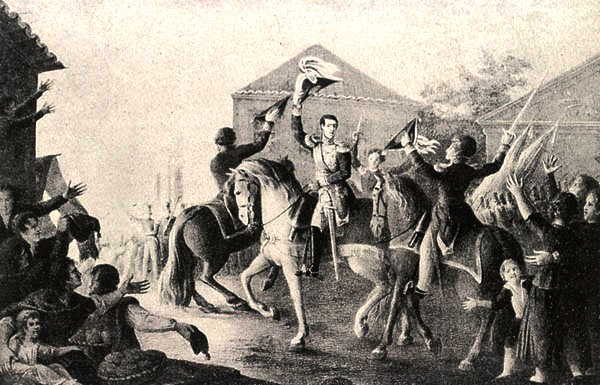
Vilafrancada: El príncipe Miguel siendo aclamado en Vila Franca.

  En 1823, Miguel,  fue ascendido al puesto de Comandante en Jefe de la Armada (Generalíssimo), para forzar al rey a abdicar, pero esto no detuvo la revolución. El 30 de abril, Miguel unificó el ejército y apresó a muchos ministros y figuras importantes del reino, mientras que mantuvo a su padre incomunicado en el Palacio de Bemposta. Este segundo intento fue conocido como Abrilada.
Sin embargo, los embajadores británico y francés intentaron informar al Rey Juan VI, quien el 9 de mayo fue a Caxias y se embarcó en el buque Windsor Castle. Ahí se encontró con su hijo Miguel, le reprendió y lo destituyó del puesto de comandante en jefe de la Armada, y lo envió al exilio. El 14 de mayo Juan volvió al palacio de Bempost y restableció un gobierno liberal. Sin embargo, se destapó una nueva conspiración absolutista el 26 de octubre del mismo año, en la que estaba implicada la reina Carlota Joaquina, por lo que fue recluida en Queluz.  
Durante su reinado, Juan promovió las artes (especialmente la literatura), el comercio y la agricultura, pero habiendo sido forzado a volver a Europa y tras las conspiraciones palaciegas agravadas por la independencia de Brasil, fue deprimiéndose hasta su muerte, poco después de la Abrilada en 1826. Fue también cerca del final de su vida, el 15 de noviembre de 1825 cuando reconoció la independencia de Brasil y devolvió a su hijo Pedro sus derechos al trono de Portugal. Antes de su muerte, nombró una Junta de Regencia, encabezada por una de sus hijas Isabel María de Braganza, que sería la encargada de gobernar el reino desde su muerte hasta la proclamación del nuevo rey.

## Guerra Civil
La muerte del rey Juan VI originó un problema constitucional, ya que el sucesor con mejor derecho era el Emperador de Brasil, Pedro I. Su segundo hijo, el príncipe Miguel, había sido exiliado debido a los intentos por derrocar a su propio padre durante la Vilafrancada y la Abrilada. Cuando el rey murió, dejó a su hija Isabel María de Braganza como regente, esperando a que Pedro I de Brasil regresara a Portugal y volviera a convertir a Brasil en colonia.
En ese tiempo, Pedro I estaba haciendo frente a los problemas de su nuevo país, y para agravar la situación, aceptó el trono de Portugal como Pedro IV el 10 de marzo de 1826. Como la Constitución de Brasil prohibía al monarca aceptar la Corona portuguesa, tenía que elegir entre Portugal y Brasil. Pedro eligió la segunda opción, por lo que renunció al trono portugués el 28 de mayo a favor de su hija mayor (su hijo mayor sería Pedro II de Brasil), María da Glória. Como la niña sólo tenía 7 años, arregló un matrimonio entre su hija y su hermano Miguel, que estaba exiliado en Viena. Esta indecisión entre Brasil y Portugal mermó su popularidad.
Al retornar de Austria, el príncipe Miguel, como regente, inmediatamente se proclamó Rey de Portugal, en detrimento de su mujer (que aún no había llegado a Portugal), anulando la constitución liberal recientemente aprobada por Pedro IV, y concentrando todos los poderes en la figura del Rey. Esto causó una Guerra Civil conocida como Guerras Liberales entre los absolutistas y los liberales. Miguel intentó obtener el beneplácito internacional, pero no lo obtuvo debido a las presiones del Reino Unido. Durante su corto reinado, sólo los Estados Unidos y México lo reconocieron como rey. Esa usurpación fue seguida por demostraciones de apoyo a los absolutistas y de revoluciones fallidas para reimplantar el liberalismo. Miles de idealistas liberales fueron asesinados, arrestados u obligados a exiliarse en España.
En Brasil, Pedro I estaba enfrentándose a problemas. Se encontraba frente a una crisis política causada por la dimisión de sus ministros y en medio de una crisis económica. Ante esta situación, Pedro I abdicó en favor de su hijo Pedro II el 7 de abril de 1831 y retornó a Europa para luchar contra su hermano. Fue a Inglaterra donde entró en contacto con varios exiliados portugueses y creó un gobierno en el exilio. Luego, marchó a la Isla Terceira en Azores, un territorio que se mantuvo leal a la causa liberal.   

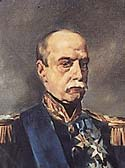
Duque de Terceira

 En julio de 1832, con el apoyo de los liberales españoles e ingleses, una expedición militar liberal arribó a Oporto. En junio de 1833, los liberales, aún circunscritos a Oporto, enviaron una fuerza comandada por António José Severim de Noronha, Duque de Terceira, al Algarve apoyada por una escuadra naval comandada por Charles Napier, que usaba el alias de Carlos de Ponza. Terceira arribó en Faro y marchó hacia el Alentejo, conquistando Lisboa el 24 de julio. Mientras tanto, la armada de Napier se enfrentó a la flota absolutista cerca del Cabo de San Vicente, venciendo en la Batalla del Cabo de San Vicente en 1833.   
Los liberales pudieron ocupar Lisboa, haciendo posible que Pedro repeliese el asedio miguelino a Oporto. A finales de 1833, María II fue proclamada reina reinante, y Pedro se convirtió en su regente. Su primera acción fue confiscar la propiedad de todos los que habían apoyado a Miguel. También suprimió todas las órdenes religiosas y confiscó sus propiedades, en un acto que quebró las buenas relaciones con los Estados Pontificios durante 8 años hasta 1841.
Mientras tanto, los absolutistas controlaban las áreas rurales, donde eran apoyados por la aristocracia y por la Iglesia. Los liberales ocuparon las principales ciudades, Lisboa y Oporto, donde recibieron un apoyo importante de las clases medias. Las operaciones contra los miguelinos comenzaron de nuevo a principios de 1834 y fueron vencidos en la Batalla de Asseiceira. El ejército miguelino aún era considerablemente fuerte (con 18 mil hombres), pero el 24 de mayo de 1834, en Évora, se firmó la paz bajo una convención en la que Miguel renunciaba definitivamente a sus pretensiones al trono portugués a cambio de una pensión anual, pero se le prohibió regresar al país. Pedro I restauró la Carta Magna, muriendo poco después, el 24 de septiembre de 1834. María da Glória comenzaría así a gobernar bajo el nombre de María II de Portugal.